# Laurenty (biskup turowski)
Laurenty (ur. w latach 30. XII w. w Turowie, zm. po 1184) – prawosławny biskup turowski. 

## Życiorys
Informacje o Laurentym pochodzą z Pateryku Kijowsko-Pieczerskiego oraz ze zbioru żywotów świętych zredagowanego przez św. Dymitra z Rostowa. Przyszły biskup pochodził najprawdopodobniej z Turowa i urodził się nie później niż w latach 30. XII w. W rodzinnym mieście wstąpił do monasteru Świętych Borysa i Gleba. Następnie przeniósł się do ławry Peczerskiej. Tam pragnął zostać zatwornikiem, jednak nie wyraził na to zgody przełożony monasteru. W związku z tym Laurenty przeniósł się do monasteru św. Dymitra w Kijowie i tam rozpoczął życie ascetyczne w opisywanej formie. Dopiero po kilku latach wrócił do ławry Peczerskiej, zamieszkał tam w jednej z pieczar i zasłynął jako kaznodzieja i cudotwórca, znany szczególnie z udanych egzorcyzmów. 
O wyborze Laurentego na biskupa turowskiego przesądził szacunek, jakim cieszył się wśród wiernych oraz fakt, że wywodził się właśnie z Turowa. Jego chirotonia biskupia odbyła się w 1182. Informacje o jego działalności na katedrze są bardzo skąpe. Wiadomo jedynie, że dzięki wieloletniemu pobytowi w ławrze Peczerskiej biskup miał prawo wpływania na wybór jej przełożonego i w 1184 brał udział w ceremonii przekazania tej godności mnichowi Bazylemu. Staroruskie żywoty świętych przekazują rozbieżne wersje okoliczności śmierci i pochówku Laurentego. Według jednej z wersji zmarł on jako biskup w Turowie, został pochowany na terenie monasteru Świętych Borysa i Gleba, skąd jego szczątki przeniesiono następnie do ławry Peczerskiej i wystawiono dla celów kultowych jako nierozłożone relikwie. Inna wersja mówi o zrzeczeniu się przez Laurentego urzędu i ponownym podjęciu życia mnicha-zatwornika w monasterze św. Dymitra w Kijowie. 
Kult biskupa Laurentego rozwinął się natychmiast po jego śmierci.